# 스윗빈
스윗빈은 2014년부터 활동을 시작한 가수이다.

## 앨범
- 《치킨》 (2014년)
- 《니가 좀 짱인듯 2》 (2014년)
- 《골라 골라》 (2014년)
- 《튀김》 (2015년)
- 《떡볶이》 (2015년)
- 《작은콩집》 (2015년)
- 《맛집여행 (잘 먹겠습니다)》 (2015년)
- 《너만 몰라》 (2015년)
- 《지구인》 (2016년)
- 《슈퍼 히어로 (Super Hero)》 (2016년)
- 《폼폼 (POM POM)》 (2017년)
- 《카네나스 : 이시간 너머에 존재했던 시간》 (2017년)
- 《이별은 아무렇지 않아요》 (2017년)
- 《어떡해야 해》 (2018년)
- 《잊지 않을게》 (2018년)